# Akhlut
In de Inuitmythologie is Akhlut een geest die de vorm van een wolf of een orka kan aannemen. Op het land heeft hij de gedaante van een wolf of van een wolf-orkacombinatie. Deze geest was met name bekend bij de Joepiken, de naam komt ook uit hun taal.
Het is een sterk en gevaarlijk dier dat aan land komt om te jagen op mensen en andere dieren. Zijn sporen zijn herkenbaar omdat het de sporen van een wolf zijn die van en naar de oceaan gaan; die duiden erop dat hij honger heeft en aan land is gekomen om een prooi te besluipen. Ook kan hij dichtbij onder water op een prooi wachten. Over deze geest is verder weinig bekend behalve dat hij van een orka in een wolf verandert als hij honger heeft. De figuur komt slechts in een enkele mythe voor.